# Anapausis floricola
Anapausis floricola is een muggensoort uit de familie van de Scatopsidae. De wetenschappelijke naam van de soort is voor het eerst geldig gepubliceerd in 1999 door Chandler.